# Piazza Vittorio Emanuele II (Rovigo)
Piazza Vittorio Emanuele II, nota in epoca medievale come piazza Maggiore il cui nome rimase fino all'annessione del Veneto al Regno d'Italia, è la principale piazza di Rovigo.
Caratterizzata principalmente dai portici che la racchiudono quasi integralmente e dal liston, la pavimentazione rialzata al centro della stessa, sorse sulla parte più recente della città capoluogo del Polesine, sita alla destra dell'argine dell'Adigetto, a quel tempo ramo principale del fiume Adige e che caratterizzò l'aspetto del centro storico di Rovigo fino al suo spostamento avvenuto all'inizio del XX secolo.
La piazza è un'importante testimonianza storica della città, rimanendo inalterata nella sua estensione fin dalla sua origine, e per l'affacciarsi di alcuni dei più antichi edifici della città, tra cui la loggia dei Nodari, del XIII secolo con vari rifacimenti nel susseguirsi dei secoli, il palazzo Roverella del XV secolo e, benché posto ai suoi margini, il palazzo Roncale del secolo successivo.